# Burni Genting Pertu
Burni Genting Pertu är ett berg i Indonesien.   Det ligger i provinsen Aceh, i den västra delen av landet, 1 600 km nordväst om huvudstaden Jakarta. Toppen på Burni Genting Pertu är 535 meter över havet.
Terrängen runt Burni Genting Pertu är kuperad norrut, men söderut är den bergig. Runt Burni Genting Pertu är det mycket glesbefolkat, med 4 invånare per kvadratkilometer. Omgivningarna runt Burni Genting Pertu är en mosaik av jordbruksmark och naturlig växtlighet.